# Hypnum cariosum
Hypnum cariosum là một loài Rêu trong họ Hypnaceae. Loài này được J.D. Roy mô tả khoa học đầu tiên năm 1878.